# باربرا براون (عالمة نفس)
باربرا براون (بالإنجليزية: Barbara Brown)‏ هي عالمة نفس أمريكية، ولدت في 1921، وتوفيت في 1999.